# Công chúa Hetepheres
 Công chúa Hetepheres (hay còn gọi là Hetepheres A) là một công chúa Ai Cập cổ đại sống trong triều đại thứ 4. Hetepheres là con gái của Vua Sneferu và là vợ của tể tướng Ankhhaf.

## Tiểu sử
Công chúa Hetepheres A là con gái của Pharaoh Sneferu và mẹ của bà là Nữ hoàng Hetepheres I. Công chúa Hetepheres kết hôn với em trai cùng cha khác mẹ của mình là Ankhhaf, một vị tể tướng. Hetepheres được miêu tả trong lăng mộ của Ankhhaf ở Giza (G 7010). Hetepheres sở hữu các danh hiệu "con gái lớn nhất của vua", "người ông ấy yêu" và "Nữ tư tế của Sneferu". Cô ấy sẽ là một người có tầm quan trọng trong vai trò như là vợ của một tể tướng và là em gái của Pharaoh Khufu.
Ankhhaf và Hetepheres có một cô con gái, là mẹ của Ankhetef. Cháu trai này được miêu tả trong ngôi mộ của Ankhhaf và Hetepheres.

## Mộ
Chồng của Hetepheres, Ankhhaf, có một chiếc mastaba lớn có số hiệu G 7510 nằm trên Cánh đồng Giza. Việc trang trí bao gồm miêu tả của một cháu trai, ngụ ý rằng ngôi mộ được xây dựng và trang trí sau này trong cuộc đời của Ankhhaf. Không có trục chôn cất dành cho Hetepheres trong ngôi mộ này, và có thể bà đã chết trước khi việc hoàn thành ngôi mộ và bà có thể đã được đưa đi chôn cất ở một nơi khác.